# アイジーエー
株式会社アイジーエーは、東京都中央区に本社を置くアパレル企業。主なブランドはaxes femme（アクシーズファム）。

## 沿革

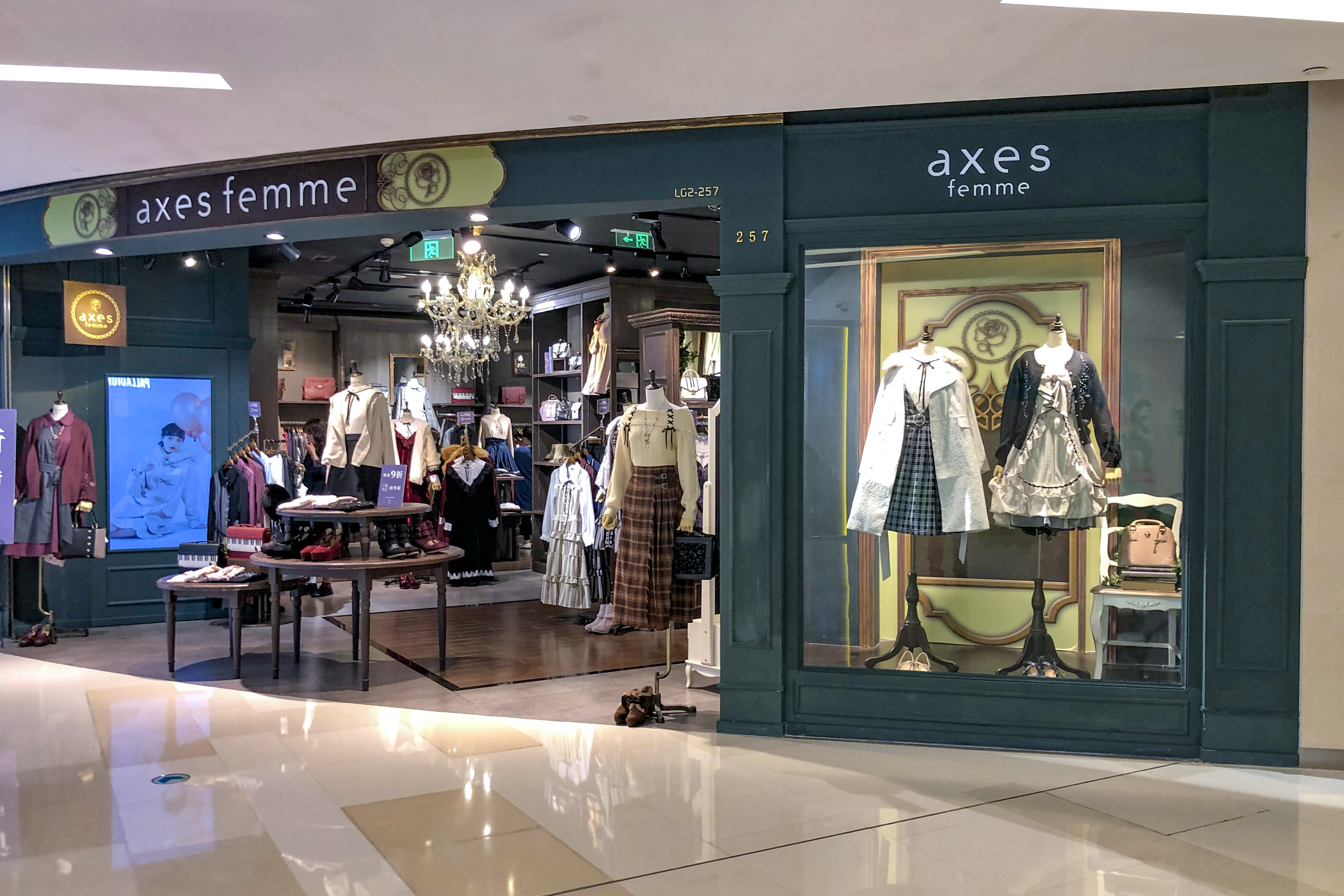
「アクシーズファム」（中国・上海市）、2019年10月21日撮影。

- 1941年4月 - 初代社長・五十嵐正二が卸売業の五十嵐羅紗店を個人創業。
- 1962年10月 - 五十嵐株式会社を設立。
- 1984年11月 - 福井県武生市矢放町（現・越前市矢放町）に新本社ビル新築移転。
- 1986年 - 五十嵐義和が2代目社長に就任。
- 1988年 - 郊外型ショッピングセンターに初のレディースカジュアルショップ「AXES（アクシーズ）」をオープン。
- 2000年 - 「アクシーズ」関西地区に進出。
- 2001年 - 「アクシーズ」中京地区に進出。
- 2002年8月 - 株式会社アイジーエーに社名変更。
- 2002年10月 - 「axes femme（アクシーズファム）」1号店を桑名ビブレにオープン。
- 2003年3月 - 「axes femme」関東地区に進出し全国展開開始。
- 2003年3月 - 商品部事業所を東京都渋谷区千駄ヶ谷に開設。
- 2003年8月 - 「axes femme」東北地区に進出。
- 2004年5月 - 商品部事業所を東京都港区北青山に移転。
- 2004年6月 - 「axes femme」九州地区に進出。
- 2005年7月 - 商品部事業所を東京本部とし、港区南青山に移転、商品部・営業部の体制確立。
- 2005年11月 - 「axes femme」北海道に進出。
- 2006年3月 - 「axes femme」都内に初出店。
- 2006年9月 - 「axes femme」中国地区に進出。
- 2007年4月 - 「axes femme」四国地区に進出。
- 2008年 - アウトレット業態「axes femme outlet」をオープン。
- 2009年 - 東京本部を東京都中央区銀座に移転し、名称を東京本社に変更。
- 2010年 - 新業態のライフスタイルショップ「axes femme Nostalgie（アクシーズファム ノスタルジー）」をオープン。
- 2011年 - 五十嵐義和が代表取締役会長に就任、五十嵐昭順が代表取締役社長に就任。
- 2012年3月 - 東京本社を東京都江東区豊洲に移転。
- 2012年11月 - 新業態の都市型ショップ「axes femme POETIQUE（アクシーズファム ポエティック）」をオープン。
- 2013年 - 「axes femme」海外1号店を中国・上海に出店、海外進出を本格化。
- 2016年 - オンラインショップ専用の撮影スタジオとショールーミングの機能を備えた「axes femme LAB」を福井県越前市にオープン。
- 2017年 - 東京本社を中央区銀座に移転、全国で2店舗目となる「axes femme LAB」銀座を併設しオープン。

## 事業所
- 東京本社 - 東京都中央区銀座三丁目7番3号
- 福井ロジスティクスセンター - 福井県越前市矢放町13-8-9